# 145
145（一百四十五）是144和146之間的自然數。

## 在數學中
- 合數，正因數有1、5、29和145。
質因數分解為{\displaystyle 5\times 29}。
- 虧數，真因數和為35，虧度為110。
- 第100個不尋常數，大於平方根的質因數為29。前一個為143。
- 第49個半質數。前一個為143、下一個為146。
- 第90個無平方數因數的數。前一個為143、下一個為146。
- 第64個十进制的等數位數。前一個為142、下一個為146。
- 當M(n)為梅坦斯函數（Mertens function），M(145)=0
- 145是五邊形數
- 第9個中心正方形數
- 145 = 1! + 4! + 5!。除145之外，各位數階乘之和等於自己的數只有1、2和40585[1]
- 145是第四個可以表達成兩個不同平方數之和的數
  - {\displaystyle 145=12^{2}+1^{2}=8^{2}+9^{2}}